# Sarlhusen
Sarlhusen település Németországban, Schleswig-Holstein tartományban. Lakosainak száma 470 fő (2023. december 31.).

## Népesség
A település népességének változása:
| Lakosok száma | 376  | 461  | 450  | 471  | 470  | 478  | 470  |
|               | 1975 | 2016 | 2017 | 2019 | 2021 | 2022 | 2023 |